# Lac Béthoulat
Pour les articles homonymes, voir Béthoulat.
Le lac Béthoulat est plan d'eau douce tributaire de la rivière Témiscamie, coulant dans Eeyou Istchee Baie-James (municipalité), dans la région administrative du Nord-du-Québec, dans la province de Québec, au Canada.
La surface du lac Béthoulat est habituellement gelée de la fin octobre au début mai, toutefois la circulation sécuritaire sur la glace se fait généralement de la mi-novembre à la fin d'avril.

## Géographie
Les principaux bassins versants voisins du lac Béthoulat sont :
- côté nord : rivière Témiscamie, lac Franck, rivière Témis, rivière Takwa, rivière Camie ;
- côté est : lac Ignatius, lac aux Ouellettes, lac Gaudelet, lac Témiscamie, lac du Magyar, rivière Takwa ;
- côté sud : lac Chartes, lac Gaudelet, lac Coursay, lac Caouachigamau, lac Bussy, lac Témiscamie ;
- côté ouest : rivière Témiscamie, lac Toxane, rivière Takwa, rivière Kapaquatche.

Le lac Béthoulat comporte une superficie de 20,56 km2, une longueur de 15,2 km, une largeur maximale de 3,0 km et une altitude de 409 m.
Ce lac situé entièrement en zone forestière en parallèle (du côté Est) à la rivière Témiscamie comporte :
- 58 îles dont l'île D'Origny (longueur : 1,3 km) et l'île Nicalis (longueur : 0,9 km) ;
- une presqu'île rattachée à la rive est et s'avançant sur 0,0 km vers le sud ; elle comporte une baie secondaire formant un crochet vers l'est en s'étirant sur 0,8 km ;
- plusieurs sommets de montagne dont le plus élevé atteint 549 m à 1,7 km ;
- 14 décharges de lacs non identifiés ou de ruisseaux, dont la décharge (venant du nord-est) du lac Kranck se déversant sur la rive nord-est du lac.

L'embouchure du lac Béthoulat est localisée au fond d'une baie de la rive nord , soit à :
- 1,8 km au sud-est de l'embouchure de la décharge du lac Béthoulat ;
- 40,5 km au nord-est du lac Albanel ;
- 81,5 km au nord de l'embouchure de la rivière Témiscamie (confluence avec le lac Albanel) ;
- km au sud-ouest de la limite de la réserve de Mistassini ;
- 110,6 km au nord-est de l'embouchure du lac Mistassini (tête de la rivière Rupert) ;
- 166,2 km au nord du centre du village de Mistissini (municipalité de village cri)[1].

La rivière Témis se déverse sur la rive nord-ouest de la rivière Témiscamie. De là, le courant coule vers le sud-ouest sur 110,6 km en suivant le cours de la rivière Témiscamie jusqu'à son embouchure. La rivière Témiscamie se déverse au fond de la baie de la Témiscamie située au milieu de la rive sud-est du lac Albanel ; cette baie est bordée à l'ouest par la presqu'île de Chébamonkoue.
À partir de l'embouchure de la rivière Témiscamie, le courant coule vers le nord en traversant le lac Albanel, puis traverse la passe entre la péninsule Du Dauphin (côté Nord-Est) et la péninsule du Fort-Dorval (côté Sud-Ouest), jusqu'à la rive est du lac Mistassini. De là, le courant traverse vers l'ouest le lac Mistassini sur 47,6 km, jusqu'à son embouchure. Finalement, le courant emprunte le cours de la rivière Rupert (via la baie Radisson), jusqu'à la baie de Rupert.

## Toponymie
Le toponyme « lac Béthoulat » a été officialisé en 1945 par la Commission de géographie. Ce toponyme évoque l'œuvre de vie de René Béthoulat, sieur de la Grange-Formanteau. Aide des maréchaux de camp aux armées du roi de France, Béthoulat demeurait au Louvre, dans la paroisse de Saint-Germain-l'Auxerrois. Le 10 janvier 1628, Béthoulat s'inscrit sur la liste des membres de la Compagnie des Cent-Associés, responsable du développement de la Nouvelle-France. N'ayant pas versé le montant prévu lors de son inscription, son nom fut rayé des registres de la compagnie en 1629.
Le toponyme "lac Béthoulat" a été officialisé le 5 décembre 1968 par la Commission de toponymie du Québec.